# 金東淳
金東淳（1945年—），前北韓間諜，後來出逃到南韓。目前，他居於首爾。

## 經歷
金東淳出生於南韓仁川，其後隨父母來到北韓，並在平壤美術大學雕刻系。1975年，他因參加王在山紀念碑和革命博物館的建設工程等有立而被授予國家勳章。1999年，已經成為間諜的他被委托到中國工作，期間，他以從事外貿的方式協助北韓籌措資金。
2006年，金東淳經柬埔寨進入韓國。此後，他曾訪問由前朝鮮勞動黨秘書黃長燁擔任會長的北韓民主化委員會，以試圖了解黃長燁的住處。同時，他在首爾的居所又被人發現有短波收音機、朝鮮勞動黨黨員證和黃長燁相關資料。因此，他在2008年被南韓當局以間諜罪名對金東淳進行拘留起訴。2009年1月21日，他在水原市地方檢察廳受審，他極力否認控罪。同年2月18日，法院以沒有直接證據證明他從事間諜而判其無罪。

## 資料來源
1. 1 2 3 4 5  "北韓女諜養父被拘留起訴 兩人關係撲朔迷離" 《朝鮮日報》中文版 2008 09 05
2. ↑   "女性スパイの継父に懲役12年 キム・ドンスン “国家保安法に違反していない…安楽死させてほしい”" 《The Daily NK》 2009 01 22
3. ↑  "北の女スパイ元正花の義父、スパイ容疑「無罪」" 《中央日報》 2009 02 19